# KK Zagreb
O Košarkaški klub Zagreb é um clube profissional de basquetebol sediado na cidade de Zagreb, Croácia que atualmente disputa a segunda divisão croata. Foi fundado em 1970 e manda seus jogos na Trnsko Sports Hall.